# میراخووو
میراخووو (به لاتین: Mirachowo) یک روستا در لهستان است که در گمینا کارتوزه واقع شده‌است. میراخووو ۹۱۳ نفر جمعیت دارد.